# Officer-Becken
Das Officer-Becken (engl.: Officer Basin) ist ein ca. 410.000 km² großes Sedimentbecken des australischen Kraton (Festlandkern), dessen Hauptteil in Western Australia liegt und sich bis nach South Australia erstreckt. Benannt ist es nach dem Officer Creek, einem Wasserlauf, der durch einen kleinen Abschnitt des Beckens fließt.
In dem Sedimentbecken befinden sich bis zu 10 km mächtige Meeres- und Nichtmeeresablagerungen, die vom Neoproterozoikum bis zum späten Paläozoikum entstanden. Komponenten des Paläozoikums wurden nur in South Australia gefunden. Mit den anderen nahegelegenen Sedimentbecken Amadeus-Becken und Georgina-Becken, die zur gleichen Zeit entstanden, soll es einmal Teil des Centralian Superbasin in Australien gewesen sein, das durch verschiedene Abfolgen tektonischer Aktivitäten fragmentiert wurde.